# Stanisław Pękalski
Stanisław Pękalski (ur. 30 listopada 1895 w Białobrzegach, zm. 7 lipca 1967 we Wrocławiu) – artysta malarz, witrażysta, profesor i rektor Akademii Sztuk Pięknych we Wrocławiu.

## Życiorys
Po ukończeniu gimnazjum w Warszawie wstąpił do Polskiej Organizacji Wojskowej, a następnie walczył w wojnie polsko-bolszewickiej. Po zakończeniu walk rozpoczął studia na Wydziale Humanistycznym Wolnej Wszechnicy w Warszawie, w 1923 przeniósł się jednak do Szkoły Sztuk Pięknych. Na Wydziale Malarstwa został uczniem Karola Tichego zajął się malarstwem stosowanym, projektowaniem wnętrz, tkanin, witraży, dekoracji ściennych i ceramiką, studia ukończył w 1929.
W 1931 został asystentem profesora Tichego, który powierzył mu prowadzenie rysunku, uznanie zyskał jako portrecista uzupełniając studia u Władysława Skoczylasa i Wojciecha Jastrzębowskiego. W 1933 na dwa lata jako stypendysta Funduszu Kultury Narodowej wyjechał na dalsze studia do Paryża. W 1934 obronił dyplom na Akademii Sztuk Pięknych, do 1939 związany był z grupą artystów warszawskich „Rzut” oraz „Blokiem Zawodowych Artystów Plastyków”, razem z nimi wystawiał swoje prace w Instytucie Propagandy Sztuki i Galerii Zachęta. 
Do 1942 mieszkał w Warszawie, pracował jako skrzypek i portrecista, po wydaniu nakazu aresztowania przez Gestapo wyjechał do Krakowa, gdzie do końca okupacji grał jako drugi skrzypek w Filharmonii Krakowskiej. We Wrocławiu zamieszkał z rodziną 8 sierpnia 1945, początkowo był kierownikiem Wydziału Oświaty i Kultury przy Zarządzie Miejskim. Należał do współzałożycieli wrocławskiego oddziału Związku Polskich Artystów Plastyków i Państwowej Wyższej Szkoły Sztuk Plastycznych. Od 1951 przez trzy lata pełnił funkcję kierownika Studium Ogólnego PWSSP, a następnie przez dziesięć lat był dziekanem Wydziału Ceramiki i Szkła. Równocześnie od 1958 kierował Katedrą Malarstwa Architektonicznego.
Z tego czasu pochodzą portrety pierwszych rektorów Uniwersytetu i Politechniki we Wrocławiu oraz kompozycje witrażowe w oknach Katedry na Ostrowie Tumskim. W 1954 powierzono mu godność dziekana Wydziału Ceramiki, a w 1965 rektora Państwowej Wyższej Szkoły Sztuk Plastycznych, był również kierownikiem Katedry Malarstwa Architektonicznego.
Stanisław Pękalski jest autorem prawie 100 kompozycji witrażowych, w tym m.in. witraży w archikatedrze Chrystusa Króla w Katowicach. Wraz z profesorem Aleksandrem Jędrzejewskim i Władysławem Winczem zaprojektował kolorystyką wrocławskiego Rynku i placu Solnego. Praca ta przyniosła artystom nagrodę miasta Wrocławia przyznaną w 1961. Za swoją pracę został odznaczony Krzyżem Oficerskim Orderu Odrodzenia Polski.
Przechodząc przez Rynek 7 lipca 1967 został potrącony przez samochód ponosząc śmierć na miejscu. Pochowany został na Cmentarzu św. Wawrzyńca we Wrocławiu.

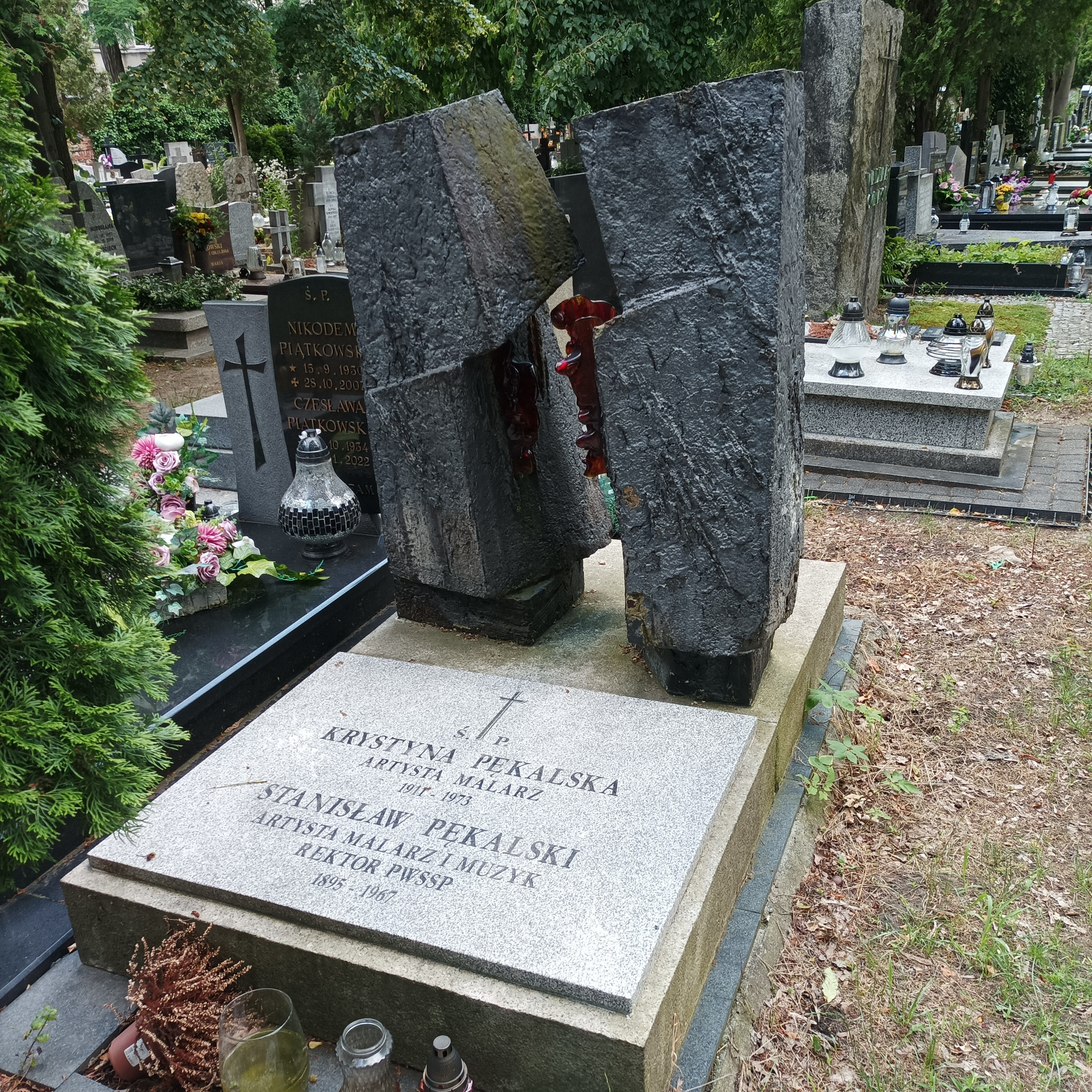
Grób Stanisława Pękalskiego na Cmentarzu św. Wawrzyńca we Wrocławiu

## Odznaczenia
- Krzyż Oficerski Orderu Odrodzenia Polski;
- Medal 10-lecia Polski Ludowej;
- Zasłużony Działacz Kultury;
- Odznaka Budowniczego Wrocławia.